# Diplocolenus suttholli
Diplocolenus suttholli är en insektsart som beskrevs av Vilbaste 1980. Diplocolenus suttholli ingår i släktet Diplocolenus och familjen dvärgstritar. Inga underarter finns listade i Catalogue of Life.